# AE Kifisia FC
El AE Kifisia FC (en griego: Α.Ε. Κηφισιάς) es un equipo de fútbol de Grecia que juega en la Superliga de Grecia, la primera división nacional.

## Historia
Fue fundado en el año 2012 en la ciudad de Kifisia en la capital Atenas luego de la fusión de los equipos A.O. Kifisia y A.O.K. Elpidoforos.
Sus primeros años los pasaron en los torneos regionales hasta que alcanzan el nivel profesional por primera vez al lograr el ascenso a la Segunda Superliga de Grecia para la temporada 2021/22.

## Palmarés
- Segunda Superliga de Grecia: 1

2024-25
- Gamma Ethniki: 1

2020-21
- Campeonato de Atenas FCA: 1

2018–19
- Copa de Atenas FCA: 3

1990–91, 2012–13, 2017–18